# Civitella Messer Raimondo
Civitella Messer Raimondo – miejscowość i gmina we Włoszech, w regionie Abruzja, w prowincji Chieti.
Według danych na rok 2004 gminę zamieszkiwało 970 osób, 80,8 os./km².